# El Atazar
El Atazar é um município da Espanha
na província e comunidade autónoma de Madrid, de área 30 km² com população de 116 habitantes (2007) e densidade populacional de 3,56 hab/km².

## Demografia
| Variação demográfica do município entre 1991 e 2004 | Variação demográfica do município entre 1991 e 2004 | Variação demográfica do município entre 1991 e 2004 | Variação demográfica do município entre 1991 e 2004 |
| --------------------------------------------------- | --------------------------------------------------- | --------------------------------------------------- | --------------------------------------------------- |
| 1991                                                | 1996                                                | 2001                                                | 2004                                                |
| 88                                                  | 96                                                  | 98                                                  | 105                                                 |